# كامرون كارتيو
كامرون كارتيو (بالأحرف اللاتينية Cameron Cartio) اسمه الأصلي کامران صباحی هو مغني سويدي من أصل فارسي. ولد في إيران، وهاجر إلى إسبانيا ومن ثم إلى السويد. أصدر ألبوم Borderless عام 2005 ولع أغان مشهورة مثل Roma، وأغنية Henna مع خالد. له شعبية مهمة في السويد وإيران وأوروبا والعالم العربي وفي الانتشار الإيراني في الخارج.

## الألبومات
- 2005: Borderless

## السينغلز
- 2005: "Roma"
- 2005: "Henna" مع Khaled
- 2006: "Barone"
- 2006: "Ni Na Nay"
- 2007: "Mi Chica"
- 2011: "Electric"
- 2011: "Bia Nazdiktar"

## روابط خارجية
- كامرون كارتيو على موقع ميوزك برينز (الإنجليزية)
- كامرون كارتيو على موقع أول ميوزيك (الإنجليزية)
- كامرون كارتيو على موقع ديسكوغز (الإنجليزية)